# Neilia Hunter
Neilia Hunter, som gift Neilia Hunter Biden, född 28 juli 1942 i Skaneateles nära Syracuse i New York, död 18 december 1972 i Wilmington i Delaware, var en amerikansk lärarinna och USA:s president Joe Bidens första hustru. Hunter mötte Biden för första gången i Nassau på Bahamas där båda var med sina respektive skolor under vårlovet. Paret gifte sig i augusti 1966 och flyttade till staden Wilmington i Delaware. De fick sönerna Beau och Hunter, som båda senare blev verksamma inom amerikansk politik och näringsliv, samt dottern Naomi.
1972 deltog hon i kampanjarbetet för Demokraterna under makens valkampanj mot den sittande republikanske senatorn från Delaware Cale Boggs och beskrevs då av Delawaretidningen The News Journal som "hjärnan" bakom Bidens kampanj.
Kort efter att Joe Biden knappt vunnit valet till USA:s senat omkom Neilia Hunter i december 1972 i en bilolycka i Hockessin; de tre barnen var också med i bilen. De var på väg för att köpa en julgran när bilen i en korsning körde ut framför en trailerdragare, som träffade bilen från sidan. Sönerna överlevde trots allvarliga skador men dottern omkom.
Hon är begravd i Greenville, Delaware. En friluftspark i Wilmingtons västra förorter blev sedermera uppkallad efter Hunter med namnet Neilia Hunter Biden Park.  På Cayuga Community College i Auburn, New York, där hennes far drev en restaurang under många år, delas årligen Neila Hunter Biden Award ut inom kategorierna journalistik och engelsk litteratur. Bland de tidiga pristagarna märks William Fulton, sedermera borgmästare i Ventura, Kalifornien.